# Алчевський Олексій Кирилович
Олексі́й Кири́лович Алче́вський  (1835, Суми, Харківська губернія, Російська імперія — 7 травня 1901, Санкт-Петербург, Російська імперія) — український промисловець, банкір, громадський діяч, меценат. Чоловік Христини Алчевської, батько Григорія, Івана та Христини Алчевських.
Купець Харківської 1-ї гільдії. Власник Харківського торгівельного банку, засновник гірничих і металургійних підприємств на Луганщині. Засновник міста Алчевськ. Ініціатор створення в Харкові «Громади».

## Життєпис
Народився 1835 року в м. Суми у родині купця Кирила Федоровича Алчевського та його другої дружини Анастасії Василівни.
Починав свою діяльність у Сумах Харківської губернії. Відомим у ділових колах України став у 1868 році, коли потрапив до числа засновників і членів правління Харківського торгівельного банку, який став першим у Російській імперії приватним акціонерним банком.
У 1871 році Олексій Алчевський брав участь у створенні Харківського земельного банку і у 1871–1901 роках був головою його правління. Сам Олексій Алчевський великими капіталами не володів, однак зміг уміло все організувати. Згодом у нього опинився контрольний пакет акцій. Фактично став повним розпорядником обох банків. Вони обслуговували різні підприємства Олексія Алчевського. Банківський бізнес допоміг йому стати великим землевласником. На своїх землях 1875 року заснував гірничопромислове товариство, правління якого розміщувалося в Харкові.
У 1895 році взяв активну участь у створенні Донецько-Юр'ївського металургійного товариства з правлінням у Петербурзі. Входив до дирекції цього товариства. У роки промислового піднесення (1890-ті роки) підприємства Алчевського залучали також іноземних інвесторів. До кінця XIX століття його власність оцінювалася в 12 млн карбованців.
Зробив великий внесок у розвиток економіки південного сходу України. Створив одну з перших у Російській імперії, за сучасною термінологією, промислово-фінансову групу. Вона об'єднувала банки, металургійні заводи, вугільні шахти, рудники, транспортні компанії.
Був засновником «Олексіївського гірничопромислового товариства» і «Донецько-Юр'ївського металургійного товариства» (останнє володіло Донецько-Юріївським заводом), а також металургійних заводів у Маріуполі. Заводи Олексія Алчевського були єдиними в Україні металургійними підприємствами, побудованими на вітчизняних інвестиціях (решта були власністю бельгійських і британських компаній).
На початку XX століття в Росії почалася економічна криза, яка не оминула й підприємства Олексія Алчевського. Рятуючись від банкрутства, підприємець намагався отримати урядове замовлення для своїх металургійних підприємств, а також просив у Міністерстві фінансів дозволу на випуск облігацій на 8 млн крб під заставу свого майна. Однак міністр фінансів Сергій Вітте йому відмовив. Причина відмови не зовсім зрозуміла, бо після трагічної загибелі Олексія Алчевського той самий Вітте і Міністерство фінансів заявили про готовність фінансувати банки Алчевського. Загинув Олексій Алчевський 7 травня 1901 року. За офіційною версією, він кинувся під потяг на Варшавському вокзалі в Петербурзі. Однак багато дослідників схиляються до думки, що це було замовне вбивство. На користь цієї версії свідчить і поховання Олексія Алчевського всередині кладовища (самогубців хоронили за межами кладовища). Могила Алчевського втрачена.
Справи підприємств Алчевського передали до рук Московського торгового дому братів Рябушинських. Сергій Вітте виділив їм необхідний кредит, і вони стали одними з найбагатших в імперії людьми.
На смерть Олексія Кириловича видатний бельгійський банкір А. Вандевіль, капітали якого працювали в Росії, написав: «Гігант, який жертвував усіма особистими інтересами заради справи, пав… Оплакуєш цього генія, цю велику людину. Його фінансово-промислова діяльність заслуговує пам'ятника».

## Громадська діяльність

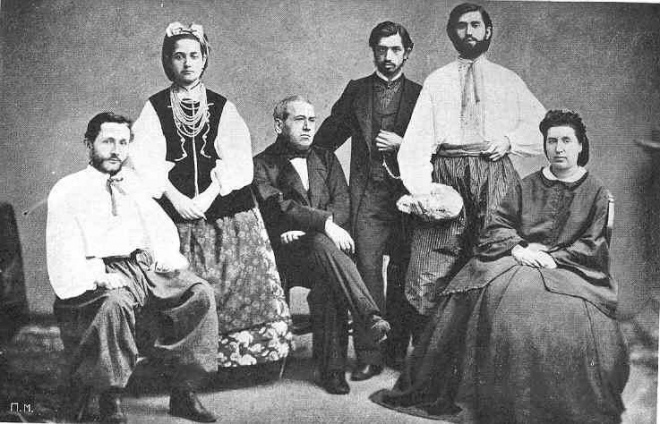
Олексій Алчевський (сидить ліворуч) та Христина Алчевська (стоїть) в українському народному вбранні. 1860-ті рр.

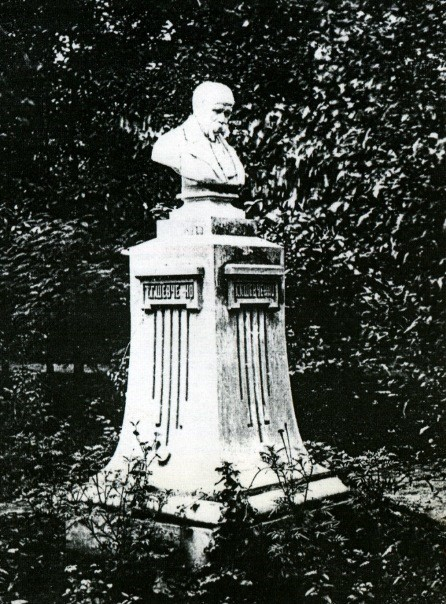
Перший в Україні пам'ятник Тарасові Шевченку на території садиби Алчевських у Харкові.

Брав участь в українському національному русі. Очолював харківську «Громаду» (гурток української інтелігенції). Ініціював і фінансував спорудження першого пам'ятника Тарасові Шевченку (Харків, 1900). У ті часи офіційно відкрити пам'ятник українському поетові було неможливо, тому він зробив це як приватна особа на власній території в саду, де 1893 року зять Олексія Алчевського Олексій Бекетов збудував садибу. Автор пам'ятника — скульптор Володимир Беклемішев. Пам'ятник був зроблений з дорогого білого мармуру. Після банкрутства Олексія Алчевського садибу довелося продати разом з пам'ятником, який пізніше повернувся у родину, а у 1930-х був переданий до Національного музею Тараса Шевченка.
За словами дружини, Олексій Алчевський був «фанатичним українцем», вкладав великі суми грошей в український рух.
Його коштом були споруджені церкви, лікарні, бібліотеки, недільні школи в Сумах.

## Увічнення
На згадку про засновника Донецько-Юр'ївського заводу залізничну станцію Юр'ївка на клопотання промисловців у 1903 році перейменували на Алчевське. Від станції дістало назву сусіднє заводське селище (тепер місто Алчевськ, Луганська область). На головній площі міста встановлений пам'ятник Олексію Алчевському — фактично засновнику міста.
НБУ у 2006 році викарбував та ввів до обігу пам'ятну монету на честь Олексія Алчевського номіналом 2 гривні.
У місті Кам'янське є вулиця Олексія Алчевського.
19 квітня 2023 року у місті Краматорськ вулицю Водоп'янова перейменували на вулицю Родини Алчевських.

Пам'ятник Олексію Алчевському в Алчевську
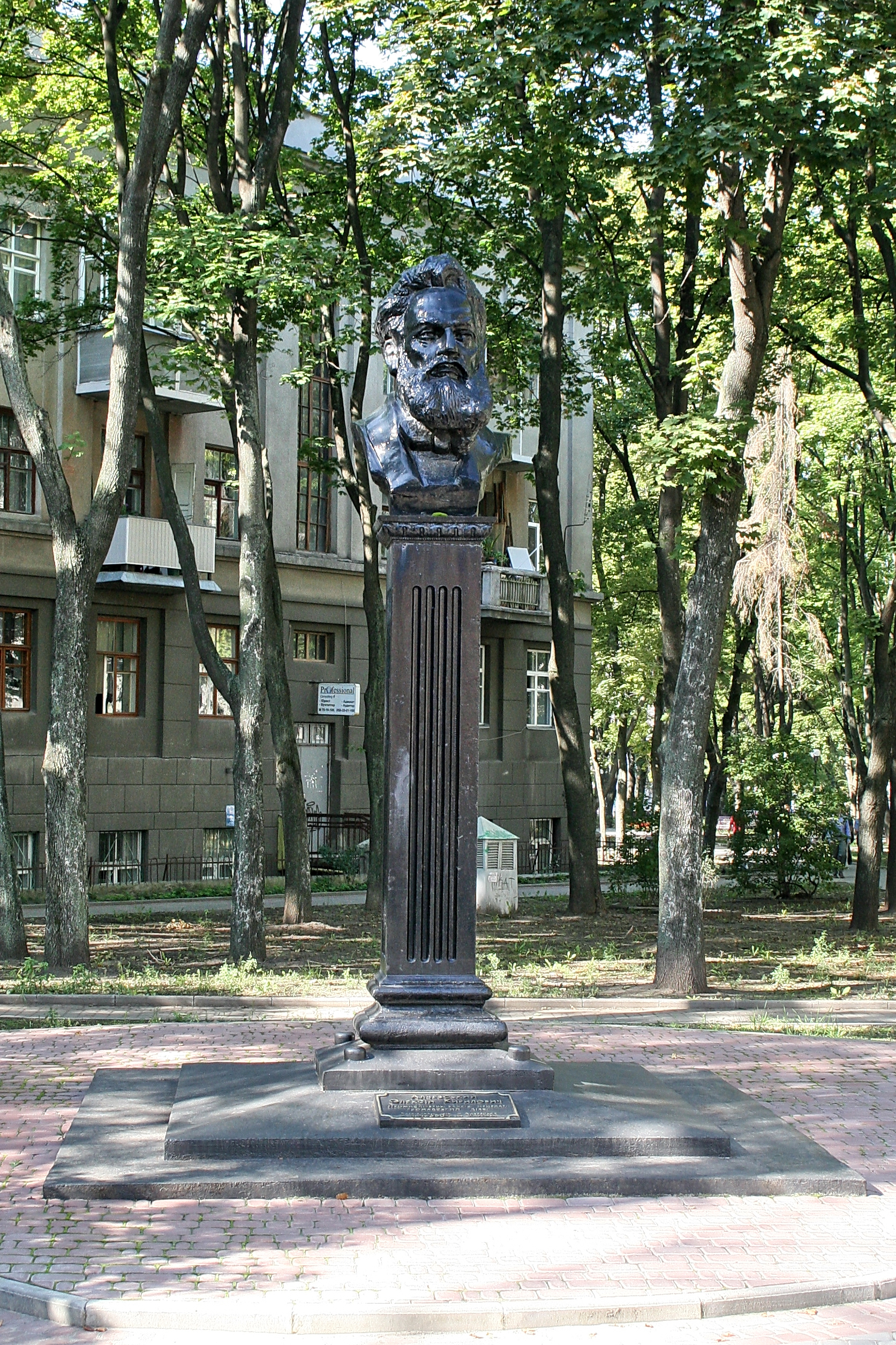
Пам'ятник Алчевському у Сквері Перемоги в Харкові
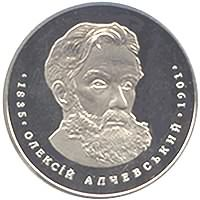
Пам'ятна монета України «Олексій Алчевський», 2005 (аверс)
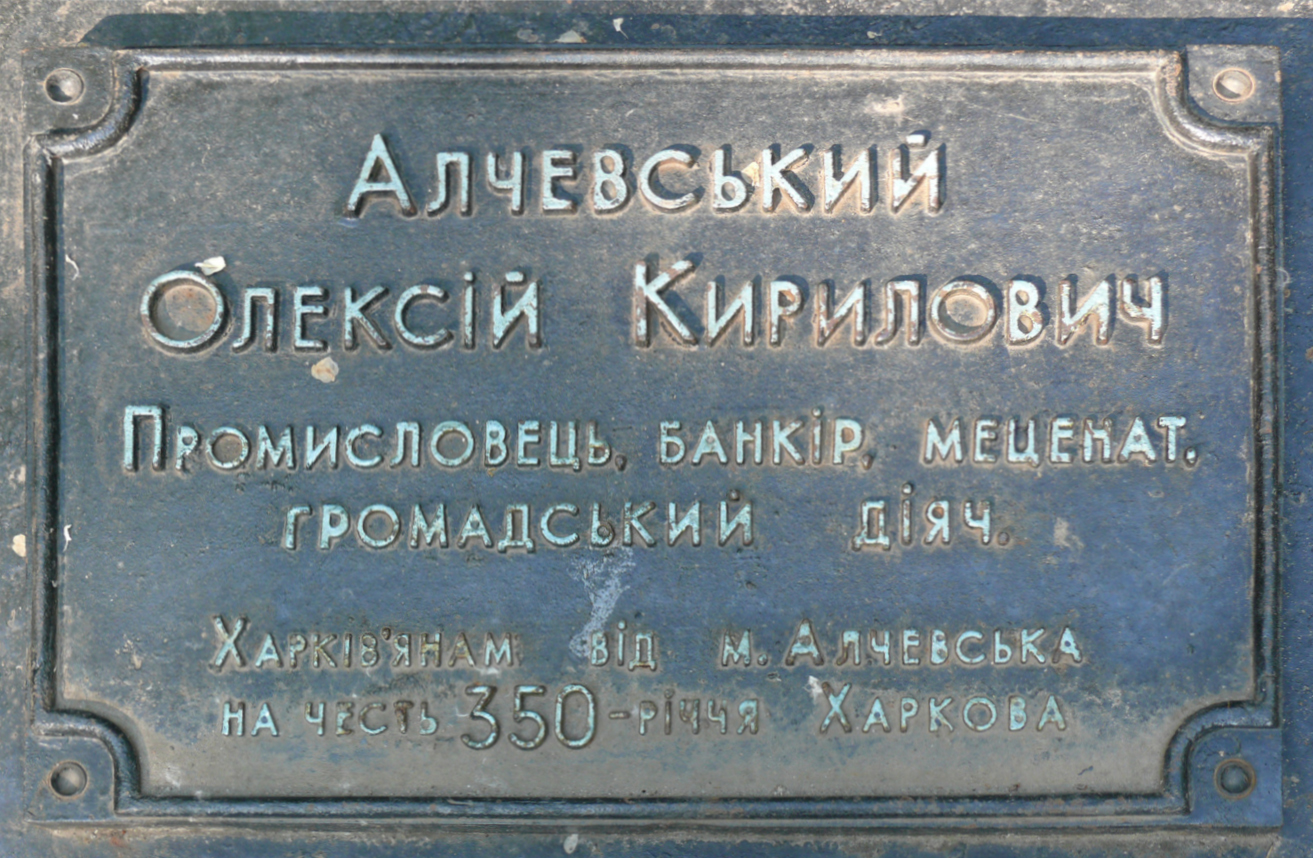
Пам'ятна дошка на честь Олексія Алчевського